# Cropia aleuca
Cropia aleuca är en fjärilsart som beskrevs av George Francis Hampson 1908. Cropia aleuca ingår i släktet Cropia och familjen nattflyn. Inga underarter finns listade i Catalogue of Life.